# Organisierte Gruppenselbsthilfe
Der Begriff Organisierte Gruppenselbsthilfe ist eine festgelegte Definition innerhalb des Wohnungsbaus und der Wohnungsbauförderung in Deutschland (§ 12 Wohnraumförderungsgesetz). Bauliche Selbsthilfe ist der Ersatz fehlenden Eigenkapitals im Wohnungsbau durch Eigenleistung.
Organisierte Gruppenselbsthilfe im Wohnungsbau hat eine lange Tradition und ist in vielen Ländern eine übliche Form des Wohnungsbaus. In Deutschland, Österreich und Schweden liegen die Wurzeln am Beginn des 20. Jahrhunderts. Insbesondere in der Wohnungsnot nach dem Ersten und Zweiten Weltkrieg, aber auch seitdem gab es hunderte von Projekten der unterschiedlichsten Art vom Einfamilienhausbau von Einzelhäusern und Siedlungen bis hin zum Geschosswohnungsbau. Die Organisierte Gruppenselbsthilfe ist in der Dritten Welt weit verbreitet und trägt dort zur Schaffung von Wohnraum für Hunderttausende bei.

## Arten der Selbsthilfe
Die möglichen Formen der Selbsthilfe beim Bau können grob in drei Kategorien unterteilt werden:

### Individuelle Einzelselbsthilfe
Hier erklärt die Baupartei am Anfang nur, welche Gewerke sie in ihrem Bauvorhaben übernehmen wird. Diese werden mit ihrem entsprechenden Wert in den Finanzierungsplan eingesetzt. Dabei wird meist der Beruf des Bauherren (z. B. als Handwerker) berücksichtigt. Dann wird unter Beteiligung von Firmen, deren Leistung der Bauherr nicht selbst erbringen kann, das Haus errichtet. Das Vorankommen, insbesondere also die Bauzeit, hängt maßgeblich vom Bauherren selbst ab.

### Organisierte Einzelselbsthilfe
Hier wird zwar meistens in einer Gruppe (z. B. in Form eines Vereins oder einer Genossenschaft) geplant. Dabei arbeitet aber jede Baupartei von Anfang an nach einem vorgegebenen Ablaufplan nur an ihrem Haus; sie muss dabei sehen, dass sie im Takt bleibt, wenn es um die Beteiligung von Firmen geht.

### Organisierte Gruppenselbsthilfe
Organisierte Gruppenselbsthilfe ist die gemeinsame Wahrnehmung der baulichen Eigenleistung in betreuter Form unter fachlicher Anleitung.
In diesem Fall arbeitet die gesamte Gruppe der Selbsthelfer – wenigstens zeitweise – an allen Häusern mit. In der strengsten Form der Gruppenselbsthilfe ist den Gruppenmitgliedern bis zur Rohbaufertigstellung nicht einmal bekannt, welche Objekte sie schließlich erhalten werden: erst wenn die Rohbauten stehen, werden die Häuser verlost, danach ist jeder entweder allein oder mit Unterstützung von anderen Gruppenmitgliedern an bzw. in seinem Haus bis zur Fertigstellung tätig. Diese strengste Form der Selbsthilfe ist heutzutage aber nur noch mit einem Bauträger möglich, da natürlich kein individueller Grundbucheintrag vor der endgültigen Zuteilung möglich ist, daher also auch kein Grundstückskauf und keine Beleihung erfolgen kann. Bei dieser Variante ist auch eine individuelle Gestaltung der Grundrisse etc. nicht möglich. Die heutzutage meistens praktizierte Form der Organisierten Gruppenselbsthilfe ist also die Variante, die von einer Arbeit aller Gruppenmitglieder an allen Häusern, deren Besitzer von Anfang an feststehen, ausgeht. Das Modell der Organisierten Gruppenselbsthilfe setzt den Gruppenprozess aus der Gruppenfindung und Gruppenbildung in aller Konsequenz bei der baulichen Umsetzung fort.

## Geschichte der Gruppenselbsthilfe
Früher war die organisierten Gruppenselbsthilfe meist mit der Erstellung sogenannter Kleinsiedlungen verbunden.
Eine Kleinsiedlung definierte sich als „eine Form der Nebenerwerbssiedlung für bescheidene Ansprüche,.... mit Parzellen von 600 – 1000 m² je Haus und Kleinviehställen (zwingend bis 1965), zur ernährungswirtschaftlichen Selbstversorgung als Einkommensergänzung des Siedlers und Sicherung einer gewissen Krisenfestigkeit..“ (aus einem Lexikon der 1970er Jahre).
Die Idee der Kleinsiedlung wiederum, und der Gedanke bauliche Selbsthilfe als Ersatz von privatem Eigenkapital zur Erstellung von Eigenheimen zu erbringen, die eine dauerhafte Selbstversorgung ermöglichen, wurzelt, auch in ihrem formalen Anspruch, letztlich in den Ideen der Gartenstadtbewegung des beginnenden 20. Jahrhunderts.
Einer der Gründungsväter der Gartenstadtbewegung – Ebenezer Howard – sah in der Gartenstadt „ein zukunftsweisendes Gesellschaftsmodell, das städtische Lebensweise und Naturnähe verbinden sollte. Ein hoffnungsvoller Gedanke, der vor dem Hintergrund wachsender Großstadtkritik und einer dynamisch verlaufenden Industrialisierung von einem liberalen Bürgertum aufgegriffen wurde mit dem Ziel, der Großstadt alternative Lebensformen entgegenzusetzen. Versöhnung der Klassengegensätze und friedliche Nachbarschaft.“
In Deutschland wurde die Gartenstadtbewegung anfangs von Architekten wie Hermann Muthesius und später von Persönlichkeiten wie Bruno Taut zu einer allgemeingültigen Variante des sozialen Wohnungsbaus weiterentwickelt.
Bereits vor dem Zweiten Weltkrieg wurde die Kleinsiedlung und die organisierte Gruppenselbsthilfe institutionalisiert. Im Jahr 1931 in der „Dritten Notverordnung des Reichspräsidenten zur Sicherung von Wirtschaft und Finanzen und zur Bekämpfung politischer Ausschreitungen“.
Zur
- Verminderung der Erwerbslosigkeit und zur
- Erleichterung des Lebensunterhaltes von Erwerbslosen

wurde sie gesetzlich gefasst.
Nach dem Krieg wurde die organisierte Gruppenselbsthilfe für den Kleinsiedlungsbau vor allem unter dem Dach des Deutschen Siedlerbundes, insbesondere in Schleswig-Holstein, auf der Basis der Typengebäude und Mustergrundrisse der Arbeitsgemeinschaft für zeitgemäßes Bauen aber auch in allen anderen Bundesländern in großem Maßstab betrieben.
Die Organisierte Gruppenselbsthilfe sollte als Ersatz staatlicher Hilfen und fehlenden Eigenkapitals dienen. Die vorhandene Wohnungsnot sollte gemindert werden. Die Menschen sollten, nach den Erfahrungen zweier Kriege zur Selbstversorgung fähig sein.
Die ersten Siedlungen wurden komplett in Eigenleistung erstellt einschließlich Herstellen der Mauerziegel oder des Trümmersplittbetons, Herstellen der Straßen und Wege und der Versorgungsleitungen. Die einzelnen Häuser hatten Gärten in einer Größe von 1000 bis 1500 m². Die Kleintierhaltung und die Ausstattung mit Kleintierstall und Wirtschaftsraum gehörten zur zwingenden Ausstattung eines jeden Gebäudes einer Kleinsiedlung.
Bis 1954 galt sogar ein Verbot der Anschlüsse an die Kanalanlagen, damit die eigenen Fäkalien zur Bodenverbesserung eingesetzt werden konnten. Unter diesen Maßgaben wurden ca. 34.000 Kleinsiedlungen in organisierten Gruppenselbsthilfe in Schleswig-Holstein errichtet.
Der soziale Gedanke war – neben dem Grundsatz, dass die organisierte Gruppenselbsthilfe der Eigentumsbildung von Bevölkerungskreisen diente, die sonst dazu nicht in der Lage wären – die Förderung des Gemeinschaftslebens und des Gemeinschaftssinnes (Heute wird das von uns als Nachbarschaftsorientiertes Wohnen bezeichnet.) Diese Ziele gehören z. B. für den Deutschen Siedlerbund bis heute zu seinen Grundsätzen. Gemeinschaftsleben bedeutet u. a.
- Gemeinschaftliche Pflege des öffentlichen Grüns, Wasserflächen
- Altenbetreuung
- Kinderbetreuung
- Festivitäten und gemeinschaftliche Ereignisse
- Gemeinsame Interessenvertretung

Die organisierte Gruppenselbsthilfe wird in einigen Bundesländern nach wie vor praktiziert und öffentlich gefördert.

## Gruppenselbsthilfe heute
Heutzutage wird unter organisierter Gruppenselbsthilfe neben den tradierten Grundsätzen, die prinzipiell nichts von ihrer Aktualität eingebüßt haben, auch die
- Wiederentdeckung eigener Fähigkeiten
- Entwicklung von Eigeninitiative
- Förderung des Gemeinschaftssinnes und des nachbarschaftlichen Wohnens

verstanden.
Kostengünstiges Bauen soll durch gemeinsamen Materialeinkauf und den effektiven Einsatz baulicher Eigenleistung ermöglicht werden.
Organisierte Gruppenselbsthilfe ist selbstverständlich im öffentlich geförderten und ungeförderten Bereich möglich. Beide Formen sind auch miteinander kombinierbar.
Grundlage der organisierten Gruppenselbsthilfe ist die Organisation der Gruppe, eine finanzwirtschaftliche und bauwirtschaftliche Betreuung und die Anleitung der baulichen Selbsthilfe.
Die Selbsthilfebetreuung darf nicht mit der üblichen Bauleitung des Architekten und der Architektin verwechselt werden. Da die Selbsthilfebetreuung die Anleitung von (in der Regel) baulichen Laien ist, die nach Feierabend gemeinsam ihre eigenen Häuser errichten, geht diese Betreuung weit über die Bauleitung von Handwerkern hinaus und erfordert spezifische Kenntnisse und besonderes Engagement.
Die öffentlich geförderte Gruppenselbsthilfe z. B. in Schleswig-Holstein hat sich zum energetisch optimierten Bauen verpflichtet, es werden nur Niedrig-Energiehäuser nach dem Standard des Landes Schleswig-Holstein gebaut.
Das flächensparendes Bauen soll durch verdichtete Bauweisen auf kleineren und preiswerteren Grundstücke realisiert werden.
Eine homogene Erscheinung der Siedlungsarchitektur durch gemeinsame Entwicklung von formalen Ausprägungen trägt nicht nur zur architektonischen Qualität solcher Siedlungen bei, sondern ist letztlich Produkt demokratischer Abstimmungen innerhalb der Planungs- und Bauphase eines Gruppenwohnprojektes.

## Durchführung der Gruppenselbsthilfe
Der Arbeitseinsatz der Baufamilien erfolgt entsprechend ihrer handwerklichen Fähigkeiten und wird durch erfahrene Architekten oder auch Poliere organisiert und betreut.
Gruppenselbsthilfe ist keine Schwarzarbeit, diese ist in jeglicher Form auszuschließen.
Sind bei den Bewerbern die persönlichen Voraussetzungen für Förderung gegeben, erfolgt die Bereitstellung von (Wohnungsbau-)Fördermitteln.
Es sollte mindestens eine Selbsthilfeleistung von mehr als 20.000 EUR (Baukostenindex, Stand 2014) in Form der organisierten Gruppenselbsthilfe erbracht werden.
Der Wert der Selbsthilfe ist mit dem Betrag als Eigenleistung anzuerkennen, der gegenüber den üblichen Kosten der Unternehmerleistung erspart wird (siehe § 12 Abs. 1 WoFG).
Organisierte Gruppenselbsthilfe wird z. B. in Schleswig-Holstein aus der Wohnungsbauförderung mit öffentlichen Mitteln gefördert. Eine öffentlich geregelte finanztechnische und bauwirtschaftliche Betreuung ist dafür notwendig. Die Siedler können sich zu einer Siedlergemeinschaft zusammenschließen. Letzteres ist allerdings kein Muss. Die Organisierte Gruppenselbsthilfe wird auch von Bauträgern und Wohnungsunternehmen durchgeführt.
Die Grundgedanken der Gruppenselbsthilfe und der Sozialen Gruppenwohnprojekte entspringen den gleichen Wurzeln.
Die Organisierte Gruppenselbsthilfe ist ein erprobtes Verfahren für öffentlich geförderte und nicht öffentlich geförderte Bauvorhaben, wenn fehlendes Eigenkapital durch Selbsthilfeleistungen (Muskelhypothek) ersetzt werden soll und der gemeinschaftliche Prozess des Gruppenzusammenlebens schon mit dem ersten Spatenstich beginnen soll, und nicht erst beim Einzug.
Quelle: